# Villefrancoeur
Villefrancoeur är en kommun i departementet Loir-et-Cher i regionen Centre-Val de Loire i de centrala delarna av Frankrike. Kommunen ligger i kantonen Herbault som tillhör arrondissementet Blois. År 2022 hade Villefrancoeur 420 invånare.

## Befolkningsutveckling
Antalet invånare i kommunen Villefrancoeur
| Referens: INSEE |